# Thanh kiếm Inariyama

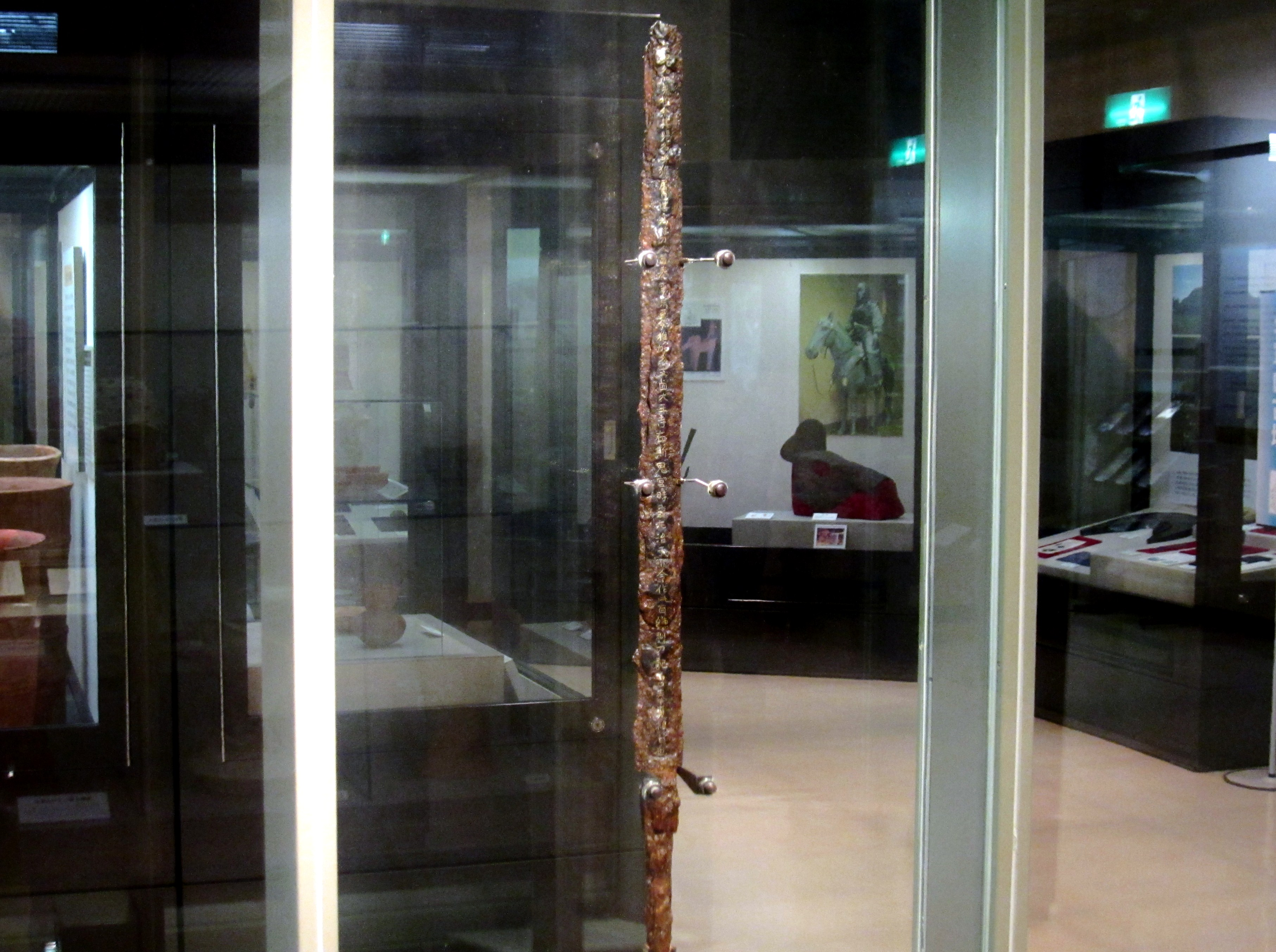
Thanh kiếm Inariyama

Thanh kiếm chôn dưới Gò Inariyama (稲荷山古墳出土鉄剣 Inariyama Kofun Shutsudo Tekken, Đạo Hà Sơn cổ phần xuất thổ thiết kiếm) hoặc Kinsakumei Tekken (金錯銘鉄剣 Kim Thác Minh thiết kiếm) là một thanh kiếm bằng sắt được khai quật ở Inariyama Kofun, nằm tại Saitama vào năm 1968. Năm 1978, kết quả phân tích X quang cho thấy một dòng chữ khảm vàng bao gồm ít nhất 115 chữ Hán. Thanh kiếm này được mô tả là khám phá của thế kỷ cho việc nghiên cứu lịch sử Nhật Bản cổ đại. Thanh kiếm được chỉ định là một quốc bảo của Nhật Bản.

## Quá trình tạo tác
Các nghiên cứu của Nhật Bản cho thấy rằng kim loại được sử dụng trong thanh kiếm đã được nấu chảy từ quặng magnetit lẫn đồng có nguồn gốc từ vùng Giang Nam của Trung Quốc, sau đó được mang tới Nhật Bản, và sau đó được dùng để rèn kiếm.

## Chữ khắc
Bản chữ khắc và dịch nghĩa chính thức (bởi Roy Andrew Miller và Murayama Shichirō) nằm bên dưới.
Mặt trước
辛亥年七月中記乎獲居臣上祖名意富比垝其児多加利足尼其児名弖已加利獲居其児名多加披次獲居其児名多沙鬼獲居、其児名半弖比

Được ghi vào tháng bảy âm lịch của năm "xin-hai" : Wo wakë omi: tên tổ tiên xa đời [của ông], Öpö piko; tên của cháu ông, Takari tsukunie; tên của cháu ông, Teyö kari wakë; tên của cháu ông, Takapatsï wakë; tên của cháu ông, Tasakï wakë; tên của cháu ông, Pandepi;

Mặt sau
其児名加差披余其児名乎獲居臣世々爲杖刀人首奉事來至今獲加多支鹵大王寺在斯鬼宮時吾左治天下令作此百練利刀記吾奉事根原也

tên của cháu ông, Katsapaya; tên của cháu ông, Wo wakë omi. Từ thế hệ cho đến thế hệ, chúng tôi đã phụng sự như những người trưởng thành mang kiếm, đến thời điểm hiện tại. Khi triều đình của đức vua vĩ đại Waka Takiru ở cung điện Sikï, tôi, hỗ trợ việc quản lý vương quốc, tạo ra được một cách phù hợp thanh kiếm hiệu quả được rèn tuyệt hảo này, ghi lại nguồn gốc phụng sự của tôi.

## Diễn dịch
Năm được ký hiệu là "xin-hai" theo hệ Can Chi, trong đó tên của một năm sẽ lặp lại sau mỗi sáu muơi năm. Nó thường được coi ở Nhật Bản tương ứng với năm 471 AD, nhưng Seeley cho rằng 531 là một niên đại nhiều khả năng xảy ra. Người chôn trong ngôi mộ, có tên là Wowake, là một chiến binh có ảnh hưởng trong khu vực. Vua Waka Takiru trong chuyển ngữ được cho rằng là cùng một người với Ōhatsuse-wakatakeru-no-mikoto, được đề cập đến trong Nihon Shoki, tên gọi khác của Thiên hoàng Yūryaku. Tên gọi Waka Takiru dường như cũng được đề cập đến ở một thanh kiếm có khắc khác, thanh kiếm Eta Funayama.